# Raumo konstmuseum
Raumo konstmuseum (finska: Rauman taidemuseo) förvaltas av Raumo Konstmuseums Stiftelse, vars uppgift är att befrämja konst och kultur i Raumo. 
Initiativtagare till konstmuseet var konstnären Alpo Sarava, som också var dess förste intendent, till 1981. Museet invigdes i december 1970.

## Byggnaden
Museet ligger i Pinnala borgargård i världsarvet Gamla Raumo, som var Raumos första privata stenhus och uppfördes 1795 av Ephraim Broman. Hans initialer finns på fasaden mot gatan. Han hade en butik i bottenvåningen och bostad i övervåningen.